# Tumaslı (Bərdə)
Tumaslı è un comune dell'Azerbaigian situato nel distretto di Bərdə. Conta una popolazione di 865 abitanti.